# Mayrinhac-Lentour
Mayrinhac-Lentour ist eine französische Gemeinde mit 487 Einwohnern (Stand 1. Januar 2022) im Département Lot in der Region Okzitanien. Sie gehört zum Arrondissement Figeac und zum Kanton Saint-Céré. 
Sie grenzt im Norden an Loubressac, im Nordosten an Saint-Jean-Lagineste, im Osten an Aynac, im Südosten an Saignes, im Süden an Bio, im Westen an Lavergne und im Nordwesten an Thégra.

## Bevölkerungsentwicklung
| Jahr      | 1962 | 1968 | 1975 | 1982 | 1990 | 1999 | 2008 | 2018 |
| --------- | ---- | ---- | ---- | ---- | ---- | ---- | ---- | ---- |
| Einwohner | 481  | 442  | 404  | 405  | 437  | 439  | 484  | 505  |

## Sehenswürdigkeiten

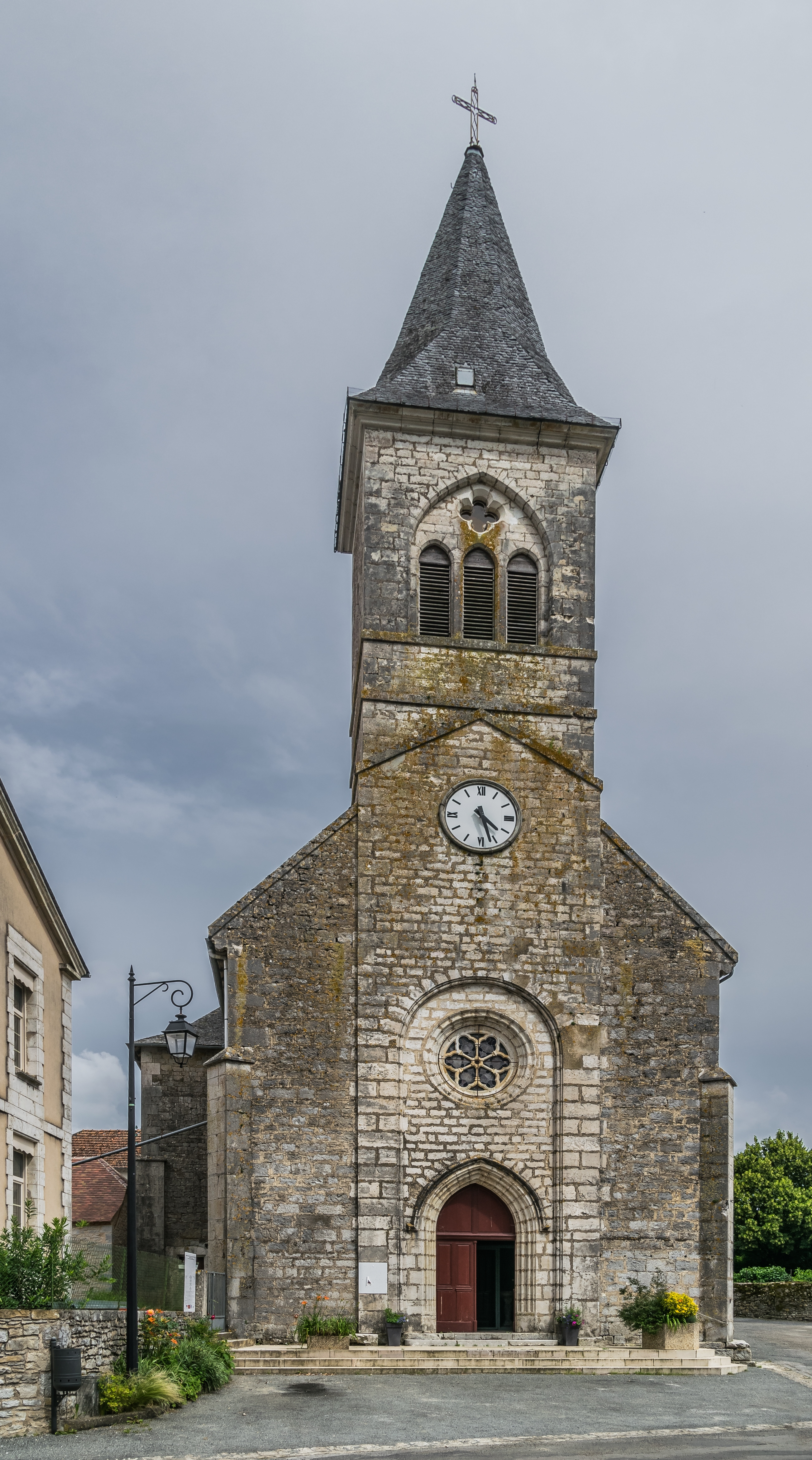
Kirche Saint-Martin

- Kirche Saint-Martin